# Cividale del Friuli

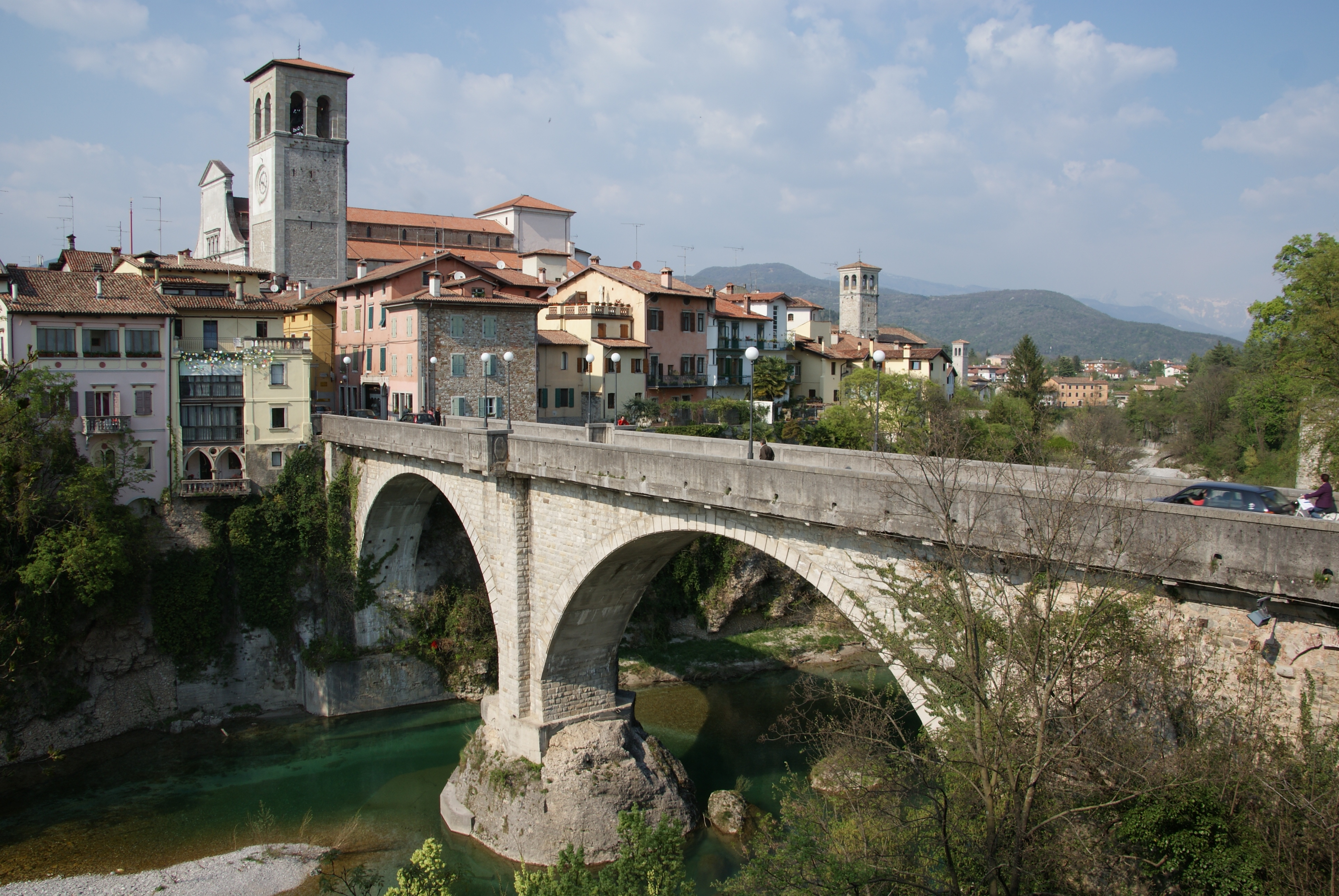
Dóm a Ponte del Diavolo

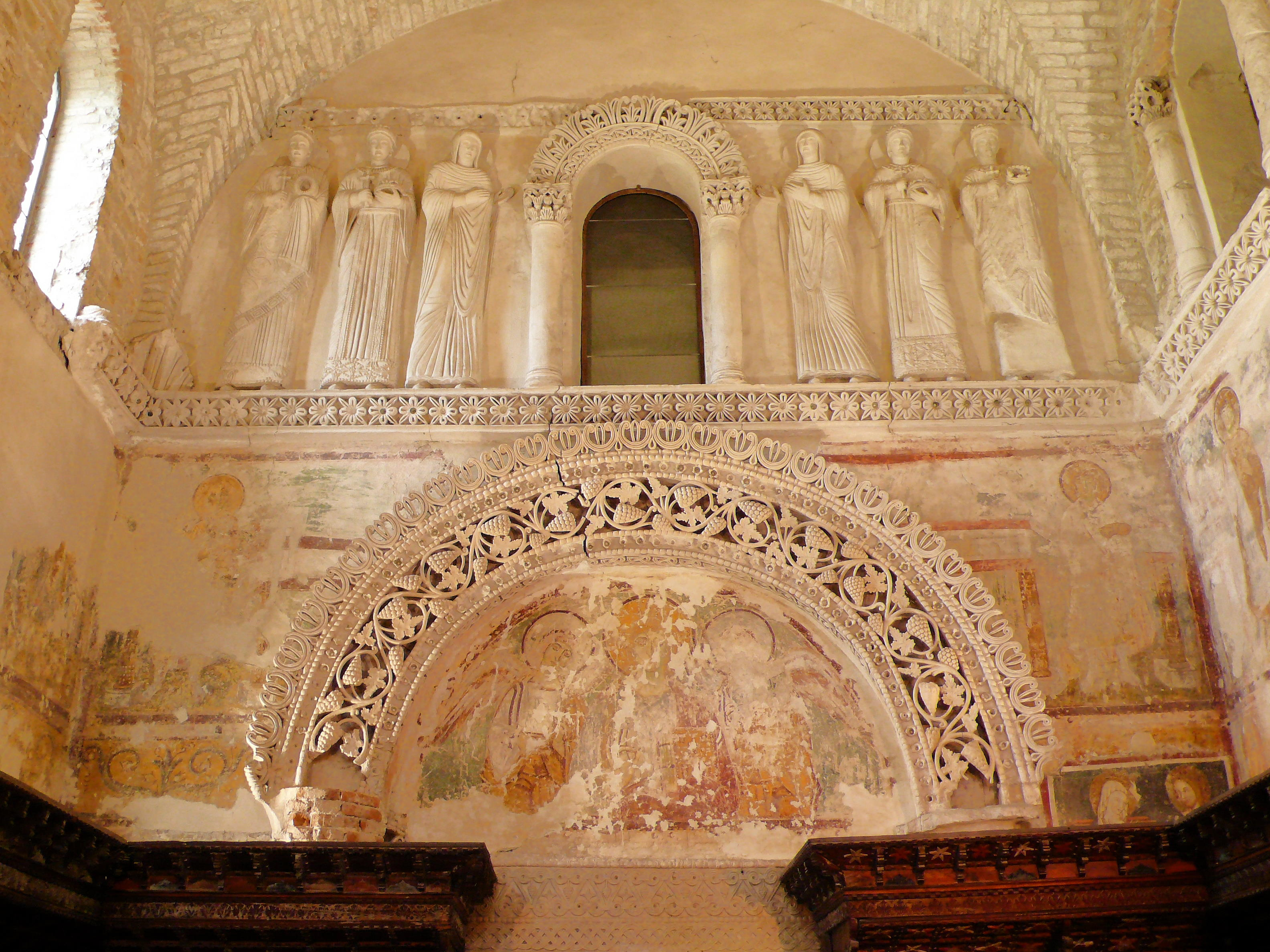
Tempietto longobardo, reliéf

Cividale del Friuli (furlansky Cividât, slovinsky Čedad, latinsky Civitate Forum Iulia) je město v severní Itálii v kraji Furlansko-Julské Benátsko, 15 kilometrů od provinčního města Udine. Městem protéká řeka Natisone.

## Dějiny
Cividale má velmi bohaté a významné dějiny. V předřímské době zde existovalo prosperující keltské osídlení a toto území patřilo mezi nejvýznamnější střediska keltské kultury. Od 3. století patřilo dnešní Furlansko Římu. Římští občané zpočátku založili ve Furlansku kolonii Aquileia. Cividale bylo založeno v roce 50 př. n. l. Juliem Caesarem. Usadili se zde římští veteráni a později i civilní římští občané. Město bylo pojmenováno podle Caesara Civitate Forum Iulia (Město Juliovo Fórum). Kolem města byly postaveny hradby, jejichž základy jsou viditelné i dnes. V římské době bylo Cividale třetím nejvýznamnějším městem kraje, po Aquilei a Iulium Carnicum.
Rozmach přišel až po pádu Říma. V roce 452 dobyl Attila Aquileiu, zničil ji a část jejího obyvatelstva se přesunula do Cividale. Město zaznamenalo příliv obyvatelstva i poté, co Avaři dobyli Iulium Carnicum. V roce 568 severní Itálie ovládli Langobardi a z Cividale udělali své hlavní město. V té době byl název zjednodušen na Civitate. Město prožívalo velký kulturní i strategický rozmach. Langobardi byli ovlivněni vyspělou kulturou římského obyvatelstva, které na dvoře langobardských králů udržovalo vyspělou kulturu. Cividale se stalo i sídlem biskupa z Aquileie. V 8. století severní Itálii i Cividale ovládli Frankové. Význam města pokračoval i v této době, stalo se významným obchodním střediskem kraje. Ve 13. století vedoucí úlohu převzalo Udine, kde přesídlil i patriarcha z Aquileie, který dosud sídlil v Cividale. V té době byl jeho pánem český král Přemysl Otakar II. Od 15. století patřilo město Benátské republice, po napoleonských válkách Habsburkům. Obyvatelé města se chtěli spojit s nově vzniklou Itálií, což se podařilo v roce 1866.

## Památky
Město je bohaté na staré památky, největší část zabírá právě staré město, které patří mezi největší v severní Itálii. Budovy pocházejí ještě ze středověku, často z langobardské doby. Nejvýznamnější památky jsou:

### Ipogeo Celtico
Město se pyšní i unikátní keltskou památkou, tzv. Ipogeo Celtico, tedy Keltské hypogeum. Jde o umělou jeskyni, kterou vytesali do skály staří Keltové. Nacházejí se zde velké kamenné busty. Jeskyně sloužila k sakrálním účelům. V římské době byly tyto obřady zrušeny a Římané v jeskyně udělali vězení.

### Tempietto longobardo
Langobardský chrám, kostel postavený v 8. století místními zručnými římskými staviteli a sochaři. Nacházejí se zde velké reliéfy a sloupy v pozdně římském a raně středověkém slohu, kde můžeme pozorovat i byzantský vliv. Kostel je postaven na kopci, nad řekou Natisone a patří mezi nejvýznamnější raně středověké památky v Evropě. Chrám je od roku 2011 součástí světového kulturního dědictví UNESCO spolu s dalšími stavbami z období Langobardů pod společnou položkou „Mocenská střediska Langobardů v Itálii“.

### Ponte del Diavolo
Jednou z hlavních památek města je i tzv. Ponte del Diavolo - Ďáblův most, ke kterému se váže i městská legenda. Přes most se vstupuje do starého města. Most byl postaven v 15. století, ale původní stavba zde stála již v 13. století. Legenda říká, že obyvatelé Cividale neuměli postavit přes prudkou řeku most a tak poprosili o pomoc ďábla, který slíbil, že most postaví, ale vezme si duši prvního, kdo přes most projde. Po dostavění mostu však obyvatelé města nechali přes most přejít psa a tak dal ďábel obyvatelům klid.
V rozsáhlém starém městě Cividale se nachází mnoho velkých i malých kostelů, náměstí a starých budov. Středověké město je tak rozsáhlé, že se někdy přirovnává ke francouzskému Carcassonne. Novější památkou města je i socha Julia Caesara, zakladatele města. Socha je kopií původní sochy v Římě.

### Galerie

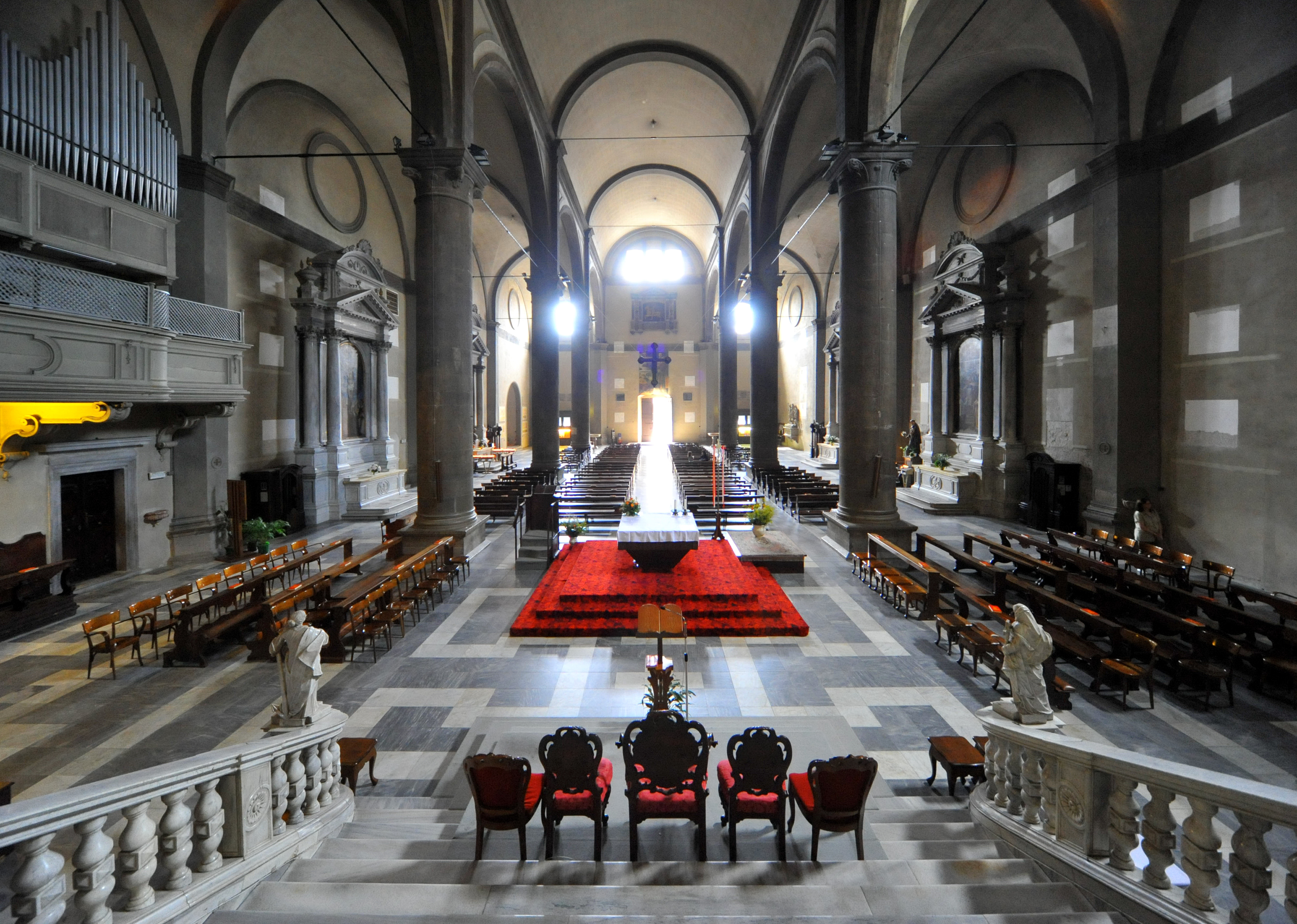
Dóm, vnitřek
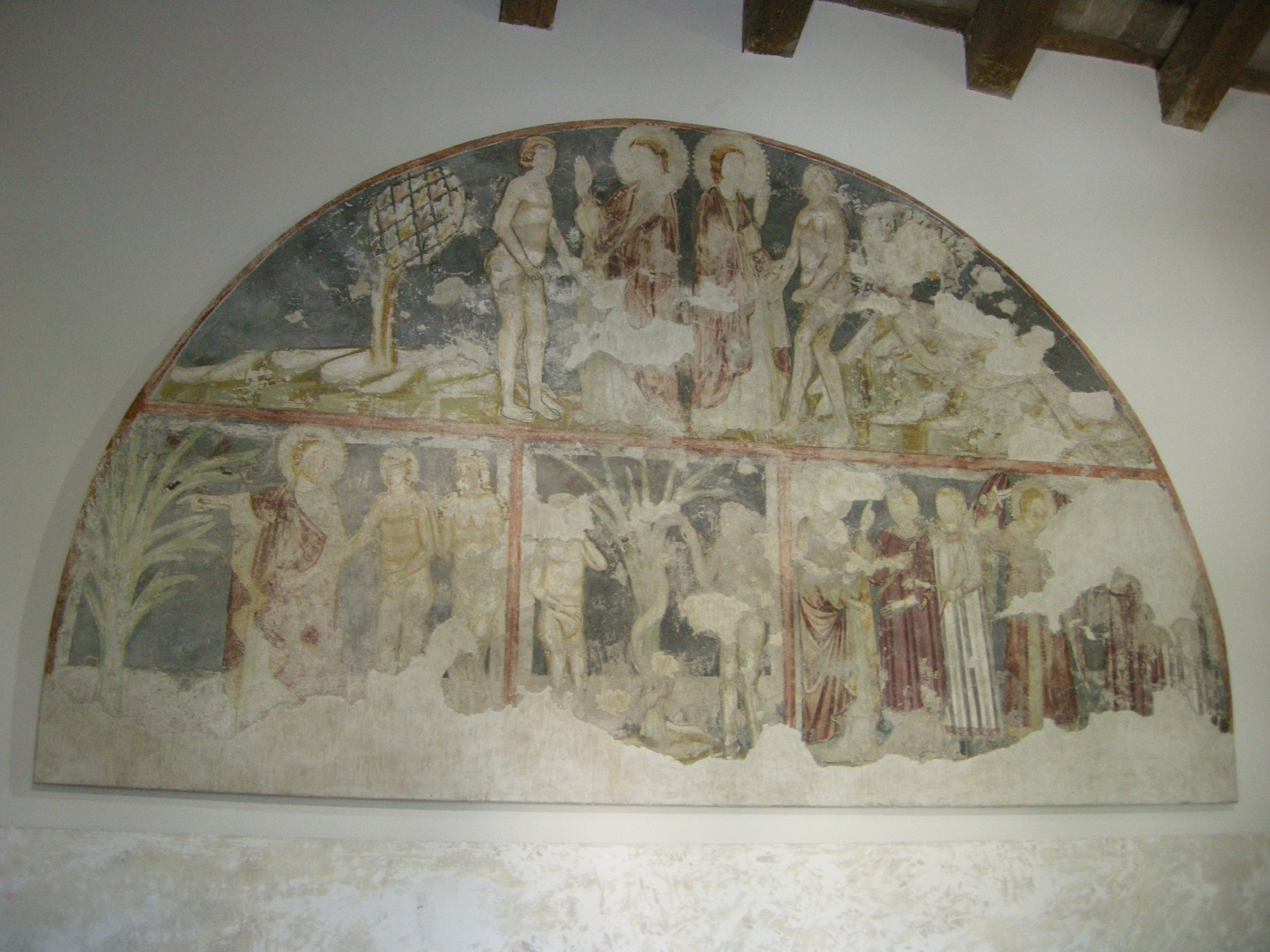
Tempietto longobardo, středověké fresky
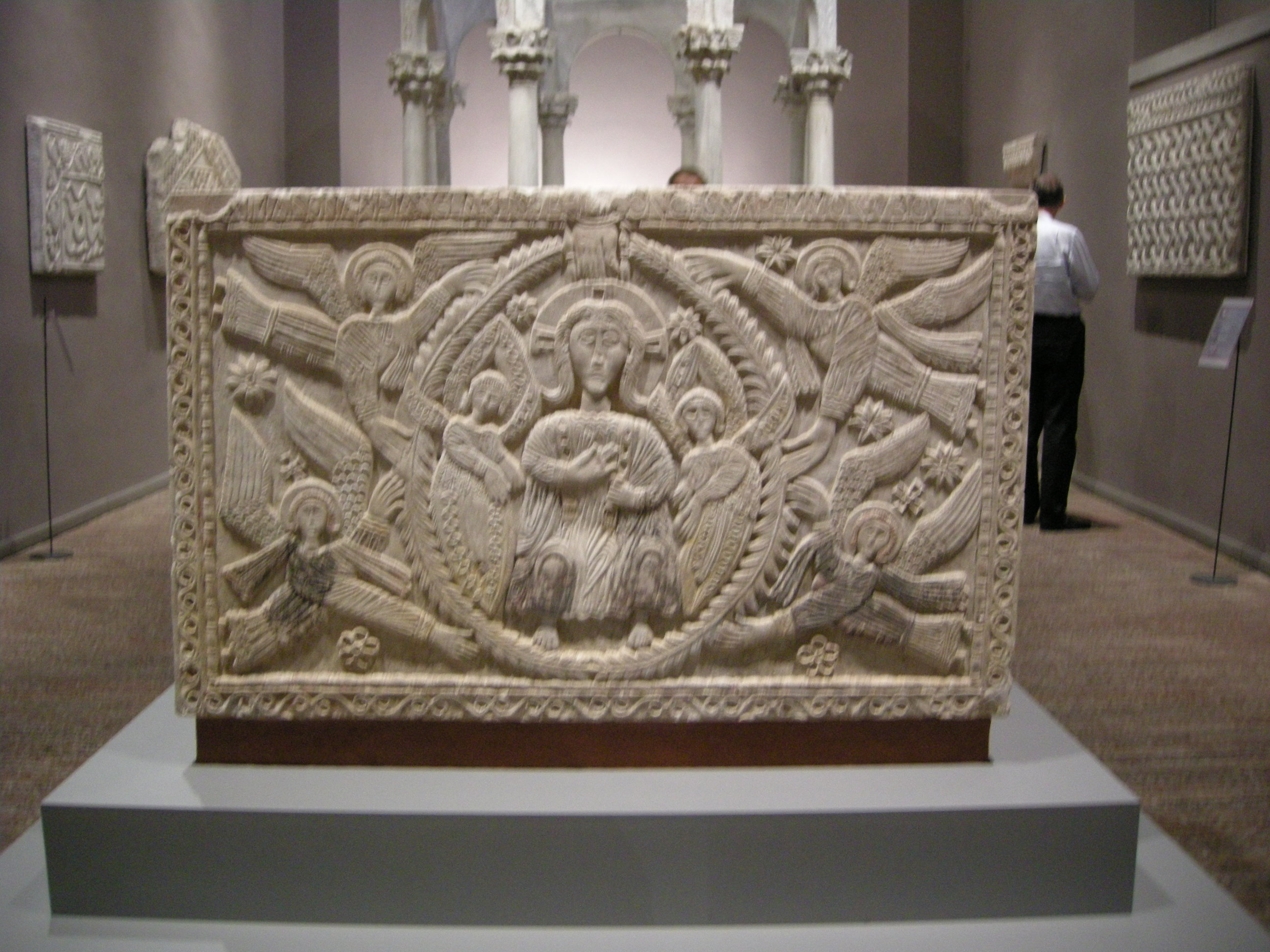
Oltář vévody Rachise
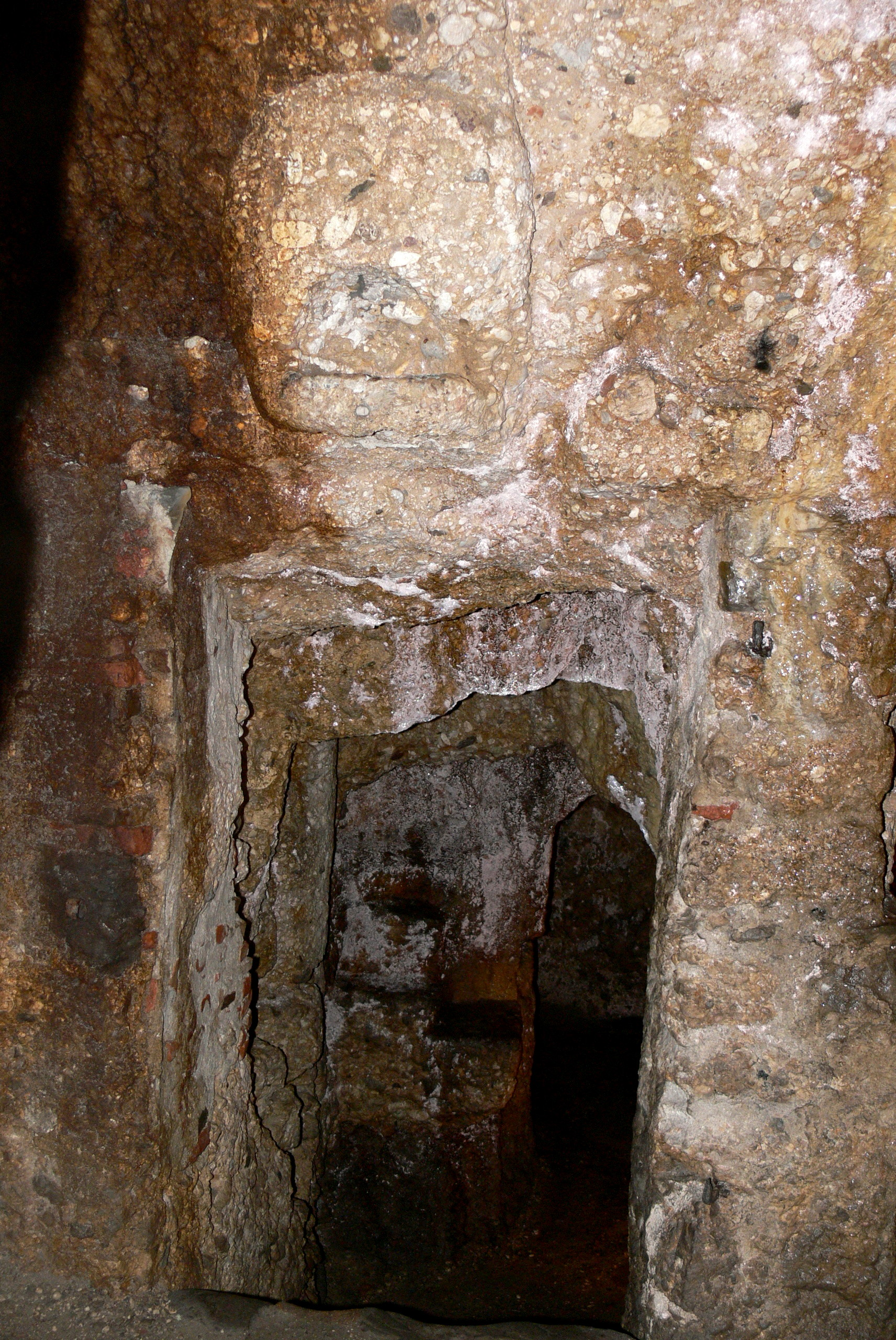
Hypogeum, maska

## Svátek sv. Donáta
Palio di San Donato je svátek na počest patrona města, sv. Donáta. Tento svátek je středověkého původu a je to největší lidová slavnost Furlanska. Svátek se koná jednou ročně v srpnu. Celé město se přemění do středověké podoby, obyvatelé nosí tradiční středověké šaty, všude na zemi je sláma a na stěnách domů pochodně. Konají se zde různé slavnosti, jako tradiční souboj různých okolních měst v hodu sekerou, běh, kterého se účastní zástupci městských částí a tradiční středověká divadla, veselice, průvody těžkooděnců, bubeníků a občanů. Z všude umístěných reproduktorů hraje středověká hudba a na jednom místě starého města se vždy postaví středověká vesnice, kde se podávají různá jídla. Jídla se prodávají na každém rohu města, všude jsou stoly a středověké hospody. Svátek sv. Donáta patří mezi typické italské městské oslavy na počest svatých.

## Obyvatelstvo
Obyvatelé Cividale jsou Italové-Furlani (Friulové), kteří hovoří samostatným románským jazykem, furlanštinou. V Cividale se mluví místním dialektem furlanštiny.